# Abbos Rakhmonov
Abbos Rakhmonov (7 luglio 1998) è un lottatore uzbeko, specializzata nella lotta libera.

## Palmarès
- Campionati asiatici

Bishkek 2018: bronzo nei 61 kg.
Ulaanbaatar 2022: bronzo nei 65 kg.